# ميخائيل هيو
ميخائيل هيو (29 أكتوبر 1974 في المملكة المتحدة - ) (بالإنجليزية: Michael Vaughan) هو لاعب كريكت بريطاني. شارك مع منتخب إنجلترا للكريكت. أما مع النوادي، فقد لعب مع نادي مقاطعة يوركشاير للكريكت ‏.

## وصلات خارجية
- ميخائيل هيو على موقع IMDb (الإنجليزية)
- ميخائيل هيو على موقع قاعدة بيانات الفيلم (الإنجليزية)
- ميخائيل هيو على موقع إي آس بي آن كريك إنفو (الإنجليزية)
- ميخائيل هيو على موقع ويزدن الهند (الإنجليزية)